# Джурич, Миодраг
Миодраг Джурич, также Дадо (черн. Miodrag Đurić; 4 октября 1933, Цетине, Черногория — 27 ноября 2010, Понтуаз, Франция) — современный французский художник-сюрреалист черногорского происхождения.

## Жизнь и творчество
Учился живописи в Академии изящных искусств в Белграде. В 1956 году уезжает во Францию, открывает ателье в Париже и в 1958 году состоялась первая персональная выставка Дадо. Был оценён и получал творческую помощь от Жана Дюбюффе. Кроме живописных полотен создавал также гравюры, скульптуры, карандашные рисунки.

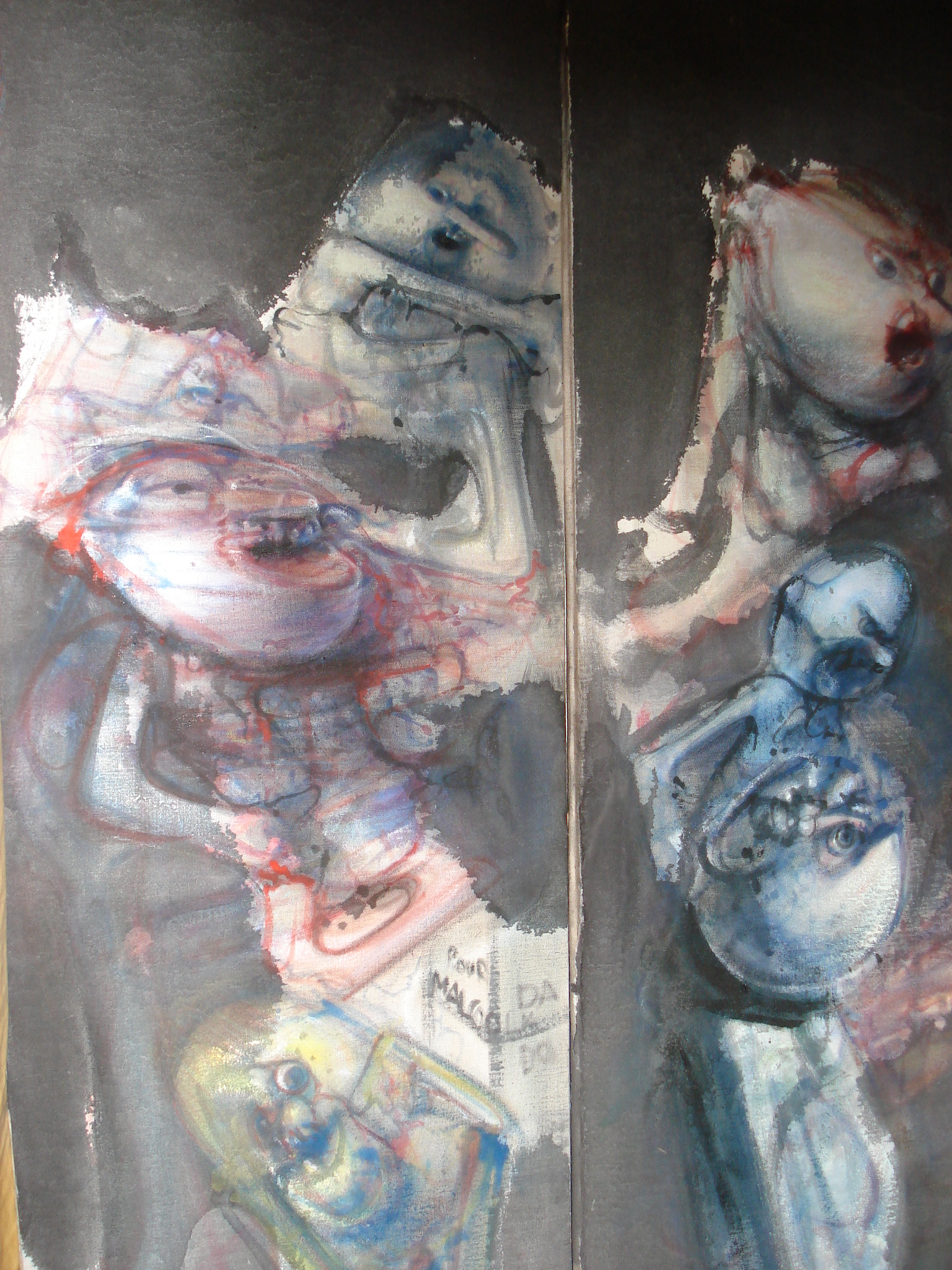
Без названия. 1997

Ещё в первых картинах М. Джурича появляются темы распада и разложения. Чудовищные, проросшие растениями формации, населяющие покрытые руинами ландшафты, придают работам художника некий угрожающий характер. Впоследствии в его произведениях видения фантастических существ сменяют прямое изображение картин ада. Впрочем, в полотнах раннего Джурича встречаются и более оптимистические мотивы. Так, характерным для него было изображение знакомых ему с детства картин черногорской природы.
М. Джурич — участник выставок современного искусства в Касселе (Германия) документа III и 6 (в 1964 и 1977 годах соответственно). С 1981 года художник — член-корреспондент Черногорской Академии наук и искусств.